# Elinor Wonders Why
Elinor, a Curiosa (Elinor Wonders Why) é uma série educacional animada de televisão criada por Jorge Cham e Daniel Whiteson, é co-produzida Pipeline Studios e Shoe Ink, para o canal americano PBS Kids. A dublagem Brasileira estreou em 9 de novembro de 2021 no Discovery+.

## Sinopse
O programa com tema de exploração incentiva as crianças a seguir sua curiosidade, fazer perguntas quando elas não entendem e encontrar respostas usando habilidades de investigação científica. A personagem principal Elinor, a coelhinha mais observadora e curiosa de Animal Town, ao norte de Natural Forest, CA, apresenta às crianças de 3 a 5 anos a ciência, a natureza e a comunidade por meio de aventuras com seus amigos Olive e Ari. Cada episódio inclui duas histórias animadas de 11 minutos mais conteúdo intersticial em que Elinor e seus colegas de classe apreciam o Señor Tapir cantando sobre famosos exploradores da natureza ou a Sra. Mole lendo histórias.

## Personagens
- Elinor (dublado por Markeda McKay)

- Ari (dublado por Wyatt White)

- Olive (dublado por Maria Nash)

- Ranger Rabbit (dublado por Lisette St. Louis)

- Mr. Rabbit (dublado por Colin Doyle)

- Ms. Mole (dublado por Shoshana Sperling)